# Puccinia
Puccinia é um gênero de fungos. Todas as espécies deste gênero são patógenos obrigatórios de plantas cuja doença é conhecida como ferrugem. O gênero contém cerca de 4000 espécies.
O nome do gênero Puccinia é em homenagem a Tommaso Puccini, médico e botânico italiano de anatomia no Hospital de Santa Maria Nuova em Florença.
O gênero foi circunscrito por Pier Antonio Micheli em 1729.

## Taxonomia
Exemplos de doenças provocadas pelo gênero Puccinia:
- Espargos Puccinia - Ferrugem dos espargos
- Puccinia evadens - Ferrugem da escova de coiote
- Puccinia graminis - Ferrugem do colmo, também conhecida como ferrugem dos cereais
- Puccinia horiana - Crisântemo ferrugem branca
- Puccinia mariae-wilsoniae - ferrugem da beleza da primavera
- Puccinia poarum - galha de ferrugem Coltsfoot
- Puccinia psidii - Ferrugem da goiaba ou ferrugem do eucalipto
- Puccinia recondita - Ferrugem marrom
- Puccinia sessilis - ferrugem de Arum e ferrugem de Ramsons
- Puccinia striiformis - Ferrugem listrada, também conhecida como ferrugem amarela
- Puccinia triticina - Ferrugem da folha do trigo, também conhecida como ferrugem marrom
- Puccinia punctiformis - ferrugem do cardo canadense

A espécie Puccinia obtegens tem se mostrado eficaz no controle de plantas invasoras como cardo-das-vinhas.